# Chiismo en Argentina
La rama chií del islam se encuentra fuertemente representada en la República Argentina. Si bien no se cuentan con datos demográficos exactos, se cree que 40% de los musulmanes del país (cuya cantidad varía según las diferentes fuentes entre 400.000 y 600.000 personas) adhieren a esta rama.
Los seguidores de Ahlu l-Bayt (los miembros de la familia del Profeta Mahoma) están divididos en chiitas duodecimanos (izna `asharí o davazdahemamí) y alawitas. Ambos grupos tienen una relación muy estrecha y fraternal.
Los chiíes duodecimanos cuentan con cinco mezquitas, si bien todos los seguidores de todas las orientaciones del Islam son bienvenidas en ellas:
- At-tauhid (Capital Federal)
- Al-imam (Cañuelas)
- Ash-shahid (San Miguel del Tucumán)
- Mezquita de Mar del Plata.
- Instituto cultural islámico y mezquita de Córdoba.

También hay una importante cantidad de musulmanes chiitas en Mar del Plata (www.islammdp.blogspot.com), La Plata y Rosario (www.shiahrosario.blogspot.com), aunque, en general, se distribuyen por todo el país.
Respecto a las organizaciones alawitas, las principales son:
- Asociación Panislámica de Tucumán (San Miguel de Tucumán).
- Asociación Islámica Alawita de Beneficencia (José Ingenieros - Provincia de Buenos Aires).
- Pan Alawita Islámica (Ciudad Autónoma de Buenos Aires).
- Unión Alauita de Beneficencia (Ciudad Autónoma de Buenos Aires).
- Asociación Islámica Alawita de la Angelita (Provincia de Buenos Aires).

Existe asimismo un importante movimiento juvenil que aglutina a los jóvenes de todo el país, denominado la JIA, Juventud Islámica Alauita. En la provincia de Tucumán los jóvenes están representados a través de la Juventud Alauita de Tucumán o por sus siglas J.A.T

## Medios de comunicación de la comunidad
Actualmente esta comunidad religiosa cuenta con varios sitios en internet. Además, recientemente se ha inaugurado un canal de televisión en Buenos Aires llamado "Annur Tv" y una estación de radio en San Miguel de Tucumán que lleva como nombre "Radio Y Televisión Almahdi".